# 张綖
张綖（1487年—1543年），字世文，自号南湖居士，南直隶揚州府高邮州人。明诗文家、词曲家。

## 生平
先祖為陝西合水人。張綖生於成化二十三年（1487年）。王磐的女婿。少聪敏，七岁读书，“刻意填词，每填一篇，必求合某宫某调”。與兄张经、张纮，从弟张绘合称“张氏四龙”。正德八年（1513年）應天府鄉試第八十五名举人，八试會試不中，谒选为武昌通判，嘉靖十九年（1540年）擢光州（今河南）知州。晚年歸隐武安湖上，貯書書千卷，日夜誦讀。嘉靖二十二年（1543年）卒。著有《詩餘圖譜》、《南湖詩集》、《杜诗通》和《杜律本义》等。有子張守中。